# Золотая перчатка (фильм)
«Золотая перчатка» (нем. Der goldene Handschuh) — немецкий драматический фильм режиссёра Фатиха Акина, вышедший на экраны в 2019 году. Экранизация одноимённого романа Хайнца Штрунка. Участник основного конкурса 69-го Берлинского кинофестиваля.

## Сюжет
Западная Германия, 70-е годы. Фриц Хонка — типичный неудачник средних лет, так ничего и не достигший в жизни. Он коротает унылые вечера в кабаке «Золотая перчатка». Здесь, в компании себе подобных, он дурманит себя алкоголем и ищет близости с одинокими женщинами, безвозвратно утратившими свою молодость и достоинство. Фриц завлекает эти потерянные души в свое холостяцкое логово. В этом затхлом мирке в безобидном для окружающих уродце просыпается монстр.
Фильм основан на романе Хайнца Штрунка «Золотая перчатка». Он повествует о серийном убийце Фрице Хонке, который жил в Гамбурге и находил себе жертв среди проституток возле одноимённого местного паба.

## В ролях
- Йонас Дасслер — Фриц Хонка
- Маргарете Тизель — Герда Фосс
- Катя Штудт — Хельга Деннингсен
- Адам Бусдукус — Лефтерис
- Харк Бом — Макс Шнапс
- Мартина Айтнер — Фрида
- Грета Софи Шмидт — Петра Шульц
- Марк Хоземан — Зигги Хонка

## Реакция
Фильм участвовал в основной конкурсной программе 69-го Берлинского кинофестиваля, а также получил премию Deutscher Filmpreis за лучший грим и был номинирован ещё в четырёх категориях: лучшая мужская роль (Йонас Дасслер), лучшая женская роль второго плана (Маргарете Тизель), лучшая работа художника-постановщика (Тамо Кунц), лучший дизайн костюмов (Катрин Ашендорф).
После премьеры «Золотая перчатка» получила множество негативных рецензий от критиков. Так, на портале Rotten Tomatoes у него 36 % положительных рецензий, а на Metacritic оценка — 28 баллов из 100.